# 马可波罗奥林匹克射击中心
馬可波羅奧林匹克射擊中心（Markopoulo Olympic Shooting Centre ）是雅典奧運射擊項目的比賽場地，位於東阿堤卡。
該射擊中心共分為兩層，一樓為10公尺射擊競賽場 、25公尺射擊競賽場以及50公尺射擊競賽場與室內決賽場館。
而二樓為飛靶射擊競賽場，其中還有資格賽場3個與決賽賽場1個。
37°52′15″N 23°54′25″E / 37.87083°N 23.90694°E